# DKW Sonderklasse 1001 Kübelwagen
Der DKW Sonderklasse 1001 „Kübelwagen“ (auch DKW 1001 4=8 genannt) war eine Sonderausführung für Behörden des DKW Sonderklasse 1001.

## Geschichte
1933 wurde ein neuer Pkw von DKW unter dem Namen DKW Sonderklasse 1001 entwickelt und eingeführt. 1934 begann der Bau einer Sonderausführung für Behörden, des DKW Sonderklasse 1001 „Kübelwagen“. Bis ins Jahr 1935 wurden insgesamt 295 Fahrzeuge dieses Typs hergestellt.

## Aussehen
Der DKW Sonderklasse 1001 „Kübelwagen“ war ein offener Viersitzer ohne Türen. Zum Schutz gegen die Witterung gab es ein einklappbares Faltdach. Die selbsttragende Karosserie bestand aus Holz mit einigen Teilen aus Metall.

## Technik
Der Kübelwagen hatte einen Vierzylinder-Zweitaktmotor mit 988 cm³ Hubraum und Umkehrspülung. Er leistete maximal 26 PS (19 kW) bei 3500/min. Das Antriebsmoment übertrug ein Getriebe mit vier Vorwärtsgängen und Rückwärtsgang. Über eine Kardanwelle wurden die Hinterräder angetrieben. Der Radstand betrug 2750 m. Der Kübelwagen erreichte eine Höchstgeschwindigkeit von bis zu 90 km/h auf der Straße. Der Verbrauch lag bei 15 l/100 km.
Gegenüber dem Vorgänger, der Sonderklasse 432, wurde der Vorderwagen um 100 mm verlängert. Das führte in einigen Fällen zum Durchhängen der Karosserie und zu Brüchen. Der Preis des Kübelwagens betrug 3295 Reichsmark.

## DKW Sonderklasse 1001 „Kübelwagen“ im Museum

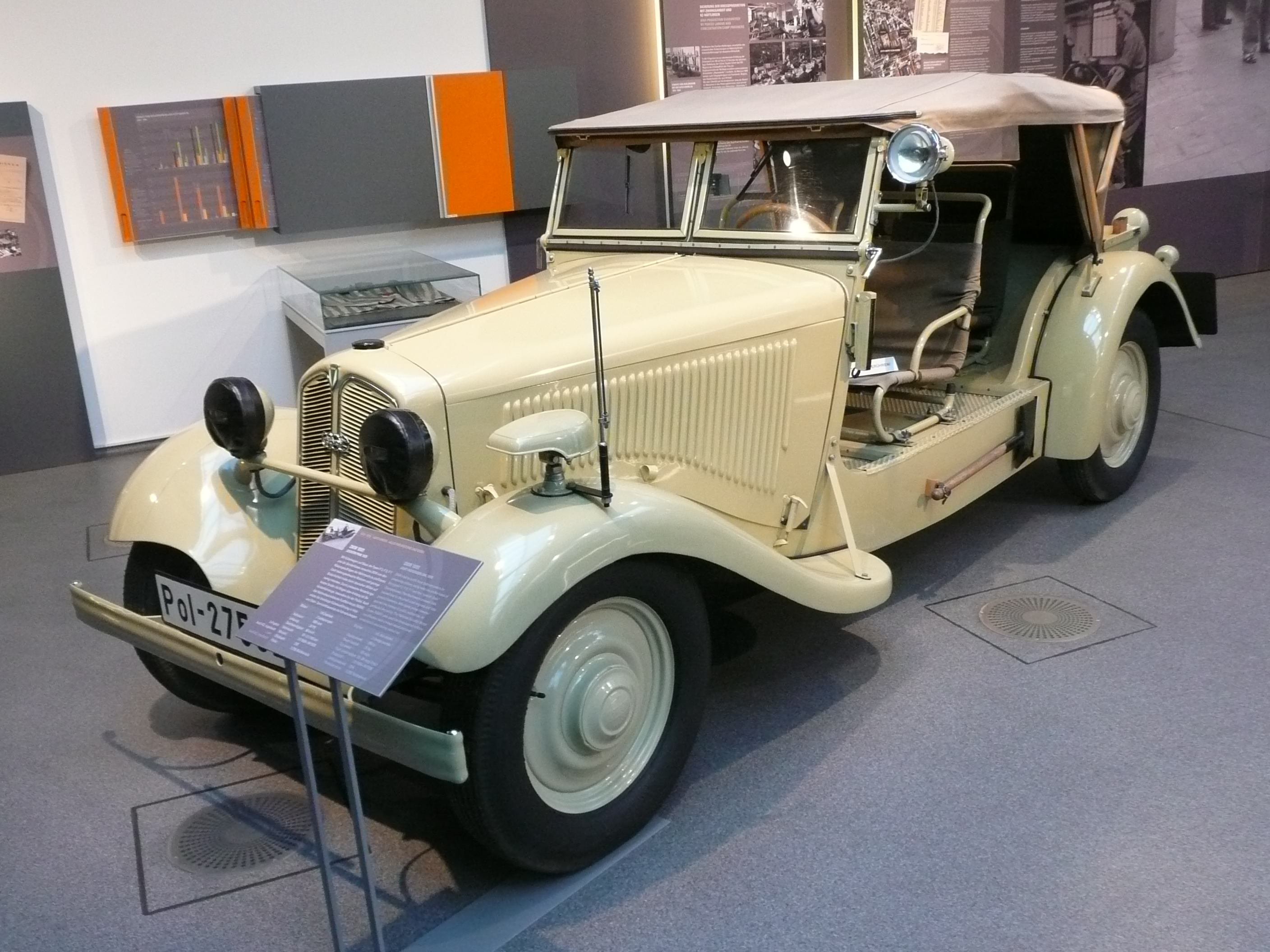
DKW Sonderklasse 1001 „Kübelwagen“ im August Horch Museum in Zwickau.

Ein verbleibendes Original des DKW Sonderklasse 1001 „Kübelwagen“ befindet sich heute im August Horch Museum in Zwickau.